# Guy Hamilton
 (avril 2016).
Si vous disposez d'ouvrages ou d'articles de référence ou si vous connaissez des sites web de qualité traitant du thème abordé ici, merci de compléter l'article en donnant les références utiles à sa vérifiabilité et en les liant à la section « Notes et références ».
Pour les articles homonymes, voir Hamilton.
Guy Hamilton, né le 16 septembre 1922 dans le 15e arrondissement de Paris (France) et mort le 20 avril 2016 à Palma de Majorque (Espagne), est un réalisateur britannique.
Il est connu pour avoir réalisé quatre films de James Bond : Goldfinger (1964) et Les Diamants sont éternels (1971) avec Sean Connery dans le rôle-titre, puis Vivre et laisser mourir (1973) et L'Homme au pistolet d'or (1974) avec Roger Moore. Guy Hamilton est aussi connu avoir réalisé d'autres films comme L'Ouragan vient de Navarone ou encore La Bataille d'Angleterre.

## Biographie
Son père était attaché de presse à l'ambassade de Grande-Bretagne à Paris, et c'est dans cette ville que Guy Hamilton passa les huit premières années de sa vie. Il commence sa carrière au cinéma en 1939 aux studios de la Victorine à Nice, comme assistant-réalisateur de Julien Duvivier sur le tournage d'Untel père et fils.
En 1940, il part s'installer à Londres, où il devient monteur aux actualités Paramount. Il est mobilisé dans la Royal Navy durant la guerre, et une fois celle-ci terminée, il devient l'assistant-réalisateur de cinéastes déjà établis, comme Alberto Cavalcanti, Sidney Gilliat, et surtout Carol Reed avec qui il collaborera sur le tournage de Première Désillusion (The Fallen Idol, 1948), Le Troisième Homme (The Third Man, 1949) et Le Banni des îles (Outcast of the Islands, 1952).
En 1952, il est assistant de John Huston sur le tournage de L'Odyssée de l'African Queen (The African Queen), puis il passe lui-même à la mise en scène avec L'assassin a de l'humour (The Ringer, 1952). Suivent les films Un inspecteur vous demande (An Inspector Calls, 1954) et Les Indomptables de Colditz (The Colditz Story, 1955).
Grâce à ses compétences et à la réputation qu'il s'est acquise sur ces tournages, il est engagé pour tourner, en alternance avec Terence Young, les aventures de l’espion amateur de Martini dry : James Bond. Il en signera quatre, en commençant par Goldfinger, sorti en 1964, et qui est considéré comme l'un des épisodes les plus réussis de la série. Les trois autres sont Les diamants sont éternels (Diamonds Are Forever, 1971, dernier James Bond interprété par Sean Connery avant qu'il ne reprenne le rôle, en 1983, dans le non officiel Jamais plus jamais), Vivre et laisser mourir (Live and Let Die, 1973) — premier James Bond de Roger Moore — et enfin L'Homme au pistolet d'or (The Man with the Golden Gun, 1974) — également avec Moore.
Hamilton mettra par ailleurs en scène les aventures de Harry Palmer, un autre espion, joué par Michael Caine dans Mes funérailles à Berlin (Funeral in Berlin, 1966). Il tourne également deux films de guerre, considérés comme des réussites du genre La Bataille d'Angleterre (Battle of Britain, 1969) et L'Ouragan vient de Navarone (Force 10 from Navarone, 1978). Au début des années 1980, il dirige deux adaptations de romans d'Agatha Christie : Le miroir se brisa (The Mirror Crack'd, 1980) d'après le roman éponyme, et Meurtre au soleil (Evil Under the Sun, 1982), tiré du roman Les Vacances d'Hercule Poirot.
Il épouse en secondes noces l'actrice française Kerima (née en 1925), restée sa veuve.

## Anecdote
Hamilton fut pressenti pour réaliser le film Superman (1978), après que les producteurs eurent renoncé à engager Steven Spielberg, trop cher. Finalement, ce fut le succès de La Malédiction qui les décida à se tourner vers Richard Donner, lequel était aussi moins gourmand financièrement.

## Filmographie

### Assistant-réalisateur
- 1939 : Untel père et fils de Julien Duvivier
- 1947 : Je suis un fugitif (They Made Me a Fugitive) d'Alberto Cavalcanti (non crédité)
- 1947 : Mine Own Executioner d'Anthony Kimmins (second assistant-réalisateur, non crédité)
- 1948 : Anna Karénine (Anna Karenina) de Julien Duvivier
- 1948 : Première Désillusion (The Fallen Idol) de Carol Reed
- 1949 : Britannia Mews de Jean Negulesco
- 1949 : Le Troisième Homme (The Third Man) de Carol Reed
- 1950 : The Angel with the Trumpet d'Anthony Bushell
- 1950 : Secret d'État (State Secret) de Sidney Gilliat
- 1951 : L'Odyssée de l'African Queen (African Queen) de John Huston
- 1952 : Le Banni des îles (Outcast of the Islands) de Carol Reed
- 1952 : Home at Seven de Ralph Richardson

### Réalisateur
- 1952 : L'assassin a de l'humour (The Ringer)
- 1953 : Le Visiteur nocturne (The Intruder)
- 1954 : Un inspecteur vous demande (An Inspector Calls)
- 1955 : Les Indomptables de Colditz (The Colditz Story)
- 1956 : Charley Moon (Charley Moon)
- 1957 : Manuela (Manuela)
- 1959 : Un brin d'escroquerie (A Touch of Larceny)
- 1959 : Au fil de l'épée (The Devil's disciple)
- 1961 : Le Meilleur Ennemi (The Best of Enemies)
- 1964 : L'Affaire Winston (Man in the Middle)
- 1964 : Goldfinger
- 1965 : The Party's Over
- 1966 : Mes funérailles à Berlin (Funeral in Berlin)
- 1969 : La Bataille d'Angleterre (Battle of Britain)
- 1971 : Les diamants sont éternels (Diamonds Are Forever)
- 1973 : Vivre et laisser mourir (Live and Let Die)
- 1974 : L'Homme au pistolet d'or (The Man with the Golden Gun)
- 1978 : L'Ouragan vient de Navarone (Force 10 from Navarone)
- 1980 : Le miroir se brisa (The Mirror Crack'd)
- 1982 : Meurtre au soleil (Evil Under the Sun)
- 1985 : Remo sans arme et dangereux (Remo Williams: The Adventure Begins)
- 1989 : Sauf votre respect (Try This One for Size)

## Distinctions

### Récompenses
- Evening Standard British Film Awards 1974 : Meilleur film pour Vivre et laisser mourir

### Nominations
- Berlinale 1957 : Ours d'or pour Manuela
- British Academy Film Awards 1961 : Meilleur scénario britannique pour Un brin d'escroquerie (partagé avec Roger MacDougall et Ivan Foxwell )